# Dave Hebner
Dave Hebner (născut David Hebner), (n. 17 mai 1949, Richmond, Virginia, SUA – d. 17 iunie 2022) a fost un promoter și arbitru de wrestling din Statele Unite. A fost fratele geamăn al controversatului arbitru Earl Hebner⁠(d).